# Rue Caron
La rue Caron est une petite rue du quartier du Marais, dans le 4e arrondissement de Paris.

## Situation et accès
Elle va de la rue Saint-Antoine au sud à la rue de Jarente au nord, en traversant la petite place du Marché-Sainte-Catherine, plantée de mûriers de Chine. 
Ce site est desservi par la station de métro Saint-Paul.

## Origine du nom
Elle doit son nom à Louis Caron (1642-1716), maître-général des bâtiments du roi Louis XIV et des ponts et chaussées de France, lequel avait dressé un premier plan de construction pour le marché Sainte-Catherine qui ne fut jamais réalisé. Par motif d'économie, on lui préféra un autre plan de l'architecte Maximilien Brébion[réf. souhaitée].

### Portrait de Louis Caron
Dans son Mémoire pour servir à la connoissance particulière de chacun des habitans de l'Isle de Bourbon, Antoine Desforges-Boucher brosse des portraits sans complaisance des habitants de l'île Bourbon, dont celui de Caron et de son épouse : 

« Est un bas breton, âgé de 68 ans, insigne, et mauvais ivrogne, qui ne se saoule un tapage enragé, mais avec cela bon chrétien, bien obéissant, fort laborieux et qui, hors le vin, est très honnête homme, quoique sans éducation. Il est un de ces anciens de Madagascar où il a servi de soldat. […]. »

## Historique
Le couvent Sainte-Catherine-du-Val-des-Écoliers est démoli entre 1773 et 1777. En 1783, monsieur Marchant-Ducolombier, avocat, conseiller du roi et assesseur de l’hôtel-de-ville d'Arras, acquiert le terrain sur lequel il fait en 1784 tracer la rue du Colombier, entre la rue Saint-Antoine et la rue d'Ormesson, et la rue Caron, entre la place du Marché-Sainte-Catherine et la rue de Jarente. Ces rues ont été tracées à l'emplacement des bras du transept de l'église et de la galerie Est du cloître. En 1877, la rue Caron absorbe la rue du Colombier

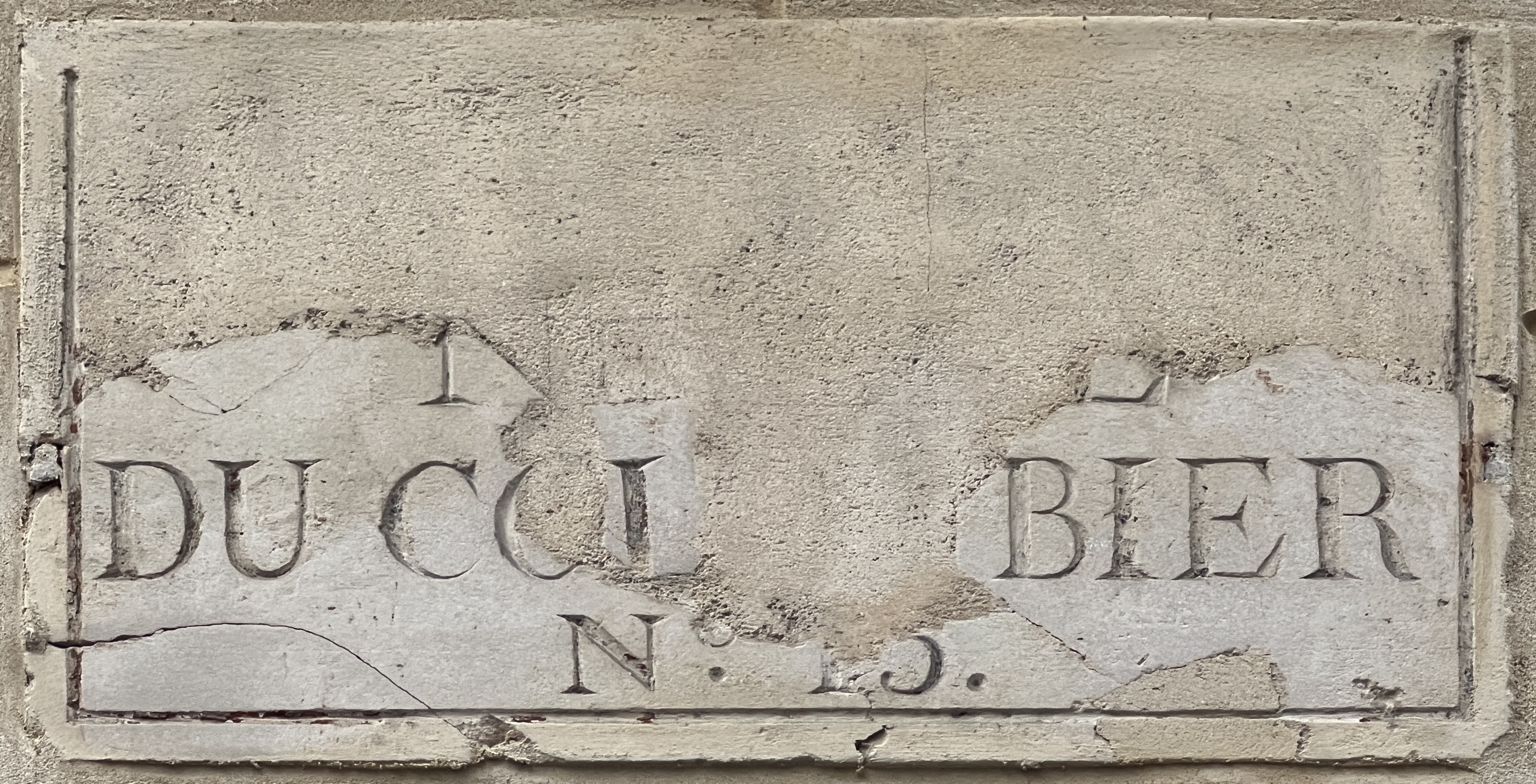
Ancienne plaque avec le nom de la rue du Colombier.
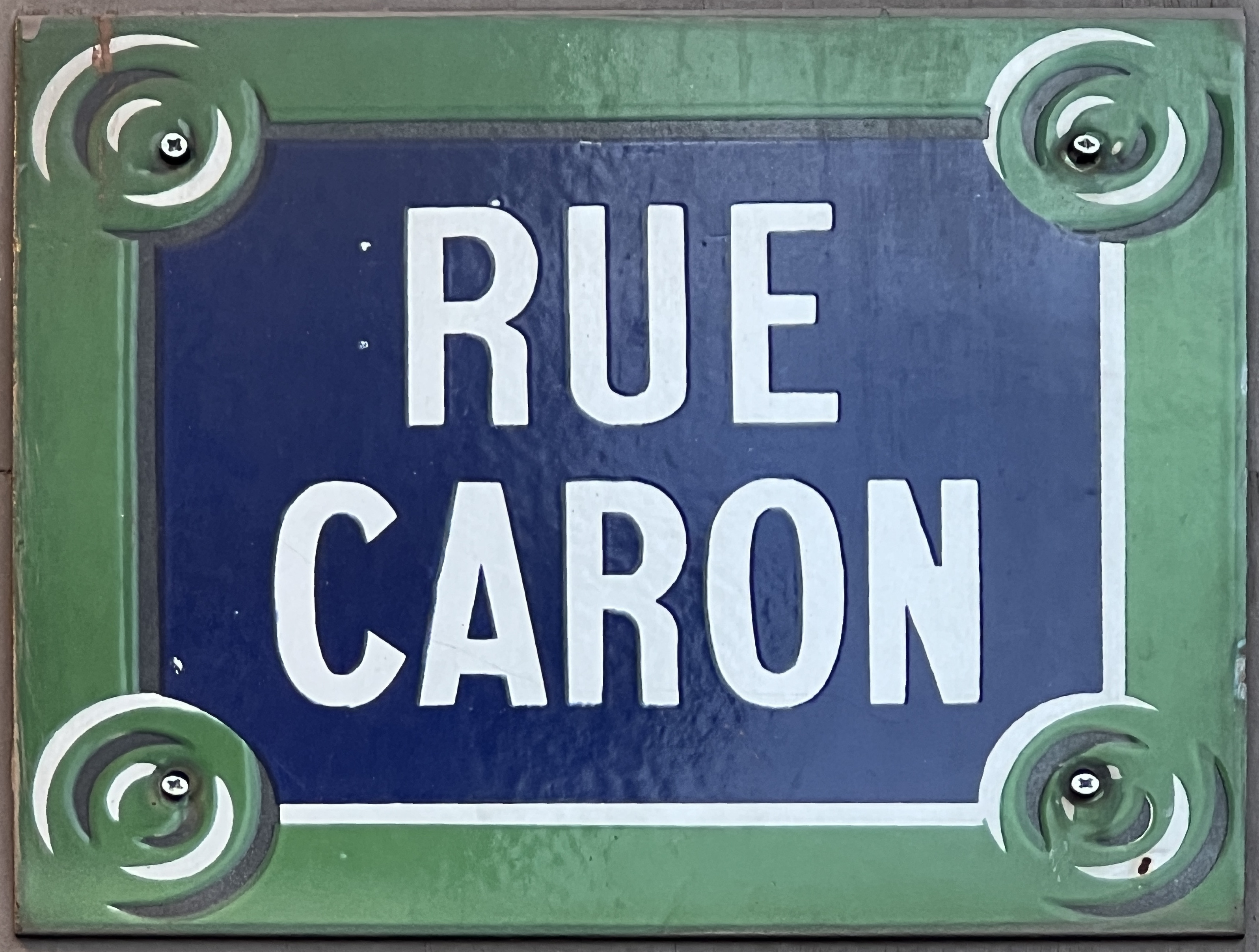
Plaque avec le nom actuelle sur l'ensemble de la rue.

## Bâtiments remarquables et lieux de mémoire
On trouve dans cette rue proche du Pletzl, le quartier juif historique de Paris, un restaurant yiddish, ainsi qu'une agence de voyages spécialisée sur Israël.

### La rue dans les arts
C'est là que Cyrille Fleischman fait habiter l'un de ses personnages, Jean Simpelberg, au coin de la rue Caron et de la place du Marché-Sainte-Catherine, dans le livre Rendez-vous au métro Saint-Paul. 